# 작은 댁
작은 댁은 한국에서 제작된 장일호 감독의 1963년 영화이다. 문정숙 등이 주연으로 출연하였고 곽정환 등이 제작에 참여하였다.

## 출연

### 주연
- 문정숙
- 엄앵란
- 박암
- 한은진